# Cynthia A. Pratt
Dame Cynthia Alexandria „Mother” Pratt (n. 5 noiembrie 1945, New Providence, New Providence⁠(d), Bahamas) este o politiciană din Bahamas, care ocupă funcția de al 12-lea guvernator general al Bahamasului din 2023.

## Biografie
Cynthia Pratt s-a născut pe 5 noiembrie 1945, fiind fiica lui Herman și Rose Moxey. A urmat studiile primare la Woodcock Primary School, apoi la Western Junior și Senior Schools, A.F. Adderley și C.H. Reeves Schools. Ulterior, a intrat la școala de asistenți medicali a Spitalului Princess Margaret, absolvind în 1963 ca asistentă medicală calificată. A lucrat timp de paisprezece ani în sala de operație. În 1978, Pratt a fost transferată la C.C. Sweeting Secondary School, unde a predat educație fizică, înainte de a pleca să studieze în străinătate în 1980.
În timpul studiilor la St. Augustine's College din Raleigh, Carolina de Nord, Cynthia Pratt a fost antrenoarea principală a echipei de softball. A obținut o diplomă de licență în științe, specializată în sănătate și educație, având ca disciplină secundară sociologia. În 1993, St. Augustine's College i-a acordat titlul onorific de Doctor în Litere Umaniste. Timp de mulți ani, a fost președinta capitolului Bahamas al Asociației Absolvenților St. Augustine's.
Cynthia Pratt a condus echipa națională feminină de softball din Bahamas către o medalie de bronz la Jocurile Mondiale din 1981, desfășurate în Santa Clara, California. În timpul acestor jocuri, a primit numele „Mother”, care a rămas până astăzi. Pratt a fost, de asemenea, membră a echipelor naționale de baschet și netball din Bahamas.
După absolvire, Cynthia Pratt s-a întors la predare la C.C. Sweeting Senior High School și ulterior a trecut la învățământul superior, devenind lector part-time și director adjunct pentru activități studențești la College of The Bahamas.

## Carieră politică
După ce s-a retras de la College of The Bahamas, Cynthia Pratt a intrat în politică și a devenit membră a Parlamentului în 1997, reprezentând circumscripția St. Cecilia. A ocupat această funcție timp de 15 ani.
În 2002, după victoria Partidului Liberal Progresist în alegerile naționale, Cynthia Pratt a devenit prima femeie care a ocupat funcția de viceprim-ministru al Bahamasului, rol pe care l-a îndeplinit până în 2007. În 2005, a exercitat atribuțiile de prim-ministru interimar atunci când premierul Perry Christie a suferit un accident vascular cerebral.
Cynthia Pratt a fost, de asemenea, prima femeie care a ocupat funcția de ministru al securității naționale. Ea a deținut acest portofoliu între 2002 și 2007.

## Guvernator general
Cynthia Pratt a ocupat funcția de adjunct al guvernatorului general al Bahamasului de mai multe ori.
În august 2023, prim-ministrul Philip Davis a anunțat că a recomandat regelui Charles al III-lea ca Cynthia Pratt să fie numită noul guvernator general al Bahamasului. Pe 1 septembrie 2023, Pratt a depus jurământul ca al 12-lea guvernator general al Bahamasului, în cadrul unei ceremonii desfășurate la Government House. În discursul său inaugural ca guvernator general, Pratt a declarat:
„Ca mamă, ochii și urechile mele sunt mereu deschise către nevoile tinerilor noștri și către importanța de a face tot ce putem pentru a-i sprijini, astfel încât, pe măsură ce cresc și devin adulți, să preia întreaga responsabilitate pentru dezvoltarea continuă a națiunii noastre”
.

## Viața personală
Cynthia Pratt a fost căsătorită cu Joseph B. Pratt și a avut șase copii, inclusiv un fiu adoptat care a decedat.
Cynthia Pratt și-a lansat biografia, An Ordinary Woman from the Heart of the Inner City, pe 10 noiembrie 2017, publicată de Scholar Books. La evenimentul de lansare, editorul Albert Cox a anunțat că deja fuseseră vândute 35.000 de exemplare. Vernon Lynch, fratele actorului Eddie Murphy, a confirmat că va adapta cartea într-un film.

## Distincții
- În 2018, Cynthia Pratt a fost numită Companion al Ordinului Distincției (CD).
- În cadrul distincțiilor acordate cu ocazia Zilei Independenței din 2023, Pratt a fost numită Companion al Ordinului Bahamasului (CB).
- La preluarea funcției de guvernator general, i-a fost conferit Ordinul Națiunii (ON) și a fost învestită ca cancelar al Societății Naționale de Onoruri din Bahamas.
- În februarie 2024, a fost numită Dame Grand Cross al Ordinului Sfântului Mihail și Sfântului Gheorghe (GCMG).